# Isla Enderby (Chile)
La isla Enderby forma parte del archipiélago de Tierra del Fuego ubicado en la región austral de Chile. Pertenece al sector que para su estudio se ha denominado como de las islas del NO.
Administrativamente pertenece a la Región de Magallanes y Antártica Chilena, provincia de Magallanes, comuna de Punta Arenas.
Desde hace aproximadamente 6000 años sus costas fueron habitadas por el pueblo kawésqar. A comienzos del siglo XXI este pueblo había sido prácticamente extinguido por la acción del hombre blanco.

## Ubicación
Se encuentra en el sector de las islas del NO del archipiélago de Tierra del Fuego frente a la costa oceánica de la isla Santa Inés y desde el punto de vista orográfico en el sector de la zona cordillerana o insular.
En la parte oriental de este sector se alzan los siguientes picos culminantes, utilizables como puntos de reconocimiento y referencia: Las cumbres de la isla Kempe, entre las cuales hay tres picachos bien notables; las de la isla Furia, altas y dentelladas; el monte Skyring de 914 metros en la isla Skyring y por fin el monte San Pablo que se alza sobre la isla London perteneciente al grupo Camden.
Como a 3 nmi al ESE de la isla Adelaida se hallan las islas Enderby y Vidal Gormaz, La mayor, Vidal Gormaz, tiene  dos morros bien característicos denominados las Tetas de Calderón. Enderby está situada como a 4 cables al NW de la primera.
El paso Adelaida corre entre las islas Clarence por el norte y Enderby y Vidal Gormáz por el sur. El paso Águila corre entre Enderby y Vidal Gormaz por el norte y las islas Clavel por el sur. El paso Sur corre entre las Clavel y Henry. Estos tres pasos comunican el canal Bárbara con el canal Cockburn. Son profundos, limpios y fácil de navegar.

## Historia
Sus costas fueron recorridas por los kawésqar desde hace más de 6000 años hasta mediados del siglo XX. A comienzos del siglo XXI este pueblo había sido prácticamente extinguido por la acción del hombre blanco.
A fines del siglo XVIII, a partir del año 1788 comenzaron a llegar a la zona los balleneros, los loberos y cazadores de focas ingleses y estadounidenses y finalmente los chilotes.
Las siguientes expediciones efectuaron trabajos hidrográficos en el sector de la isla Enderby:
- 1774 - James Cook en diciembre, recorrió y levantó sectores de la costa oceánica del archipiélago de  Tierra del Fuego desde el cabo Deseado hasta el cabo de Hornos. HMS Resolution . Segundo viaje. Expedición inglesa.
- 1829 - Robert Fitz Roy en el primer viaje del HMS Beagle. Expedición inglesa.[6]

El 3 de marzo de 1827 el comandante Pringle Stokes con el HMS Beagle fondeó en Playa Parda y fue informado por náufragos del velero lobero Prince of Saxe Cobourg que la nave había naufragado en la isla Furia y que su tripulación necesitaba auxilio. Pringle Stokes al día siguiente navegó hasta puerto Gallant donde dejó fondeada la nave y él con dos embarcaciones de diez bogas recorrió el canal Bárbara alcanzó la isla Furia en dos días; rescató al capitán y tripulación y regresó a puerto Gallant y finalmente llegó a puerto del Hambre el 9 de marzo.
El 17 de abril de 1829 el teniente Skyring del HMS Beagle fue embarcado en comisión en la goleta Adelaide. Tomó el mando y zarpó desde puerto del Hambre a levantar los canales Magdalena y Bárbara con instrucciones de reencontrarse con el Beagle en puerto Gallant. El 21 de mayo subió a la cumbre del monte Skyring en la isla del mismo nombre y dejó un memorial con los nombres de los oficiales que participaban en la comisión. El 9 de junio fondeó de regreso en puerto Gallant y se reincorporó al Beagle.
El comandante Robert Fitz Roy con el HMS Beagle efectuó trabajos hidrográficos en este sector entre el 14 y el 25 de enero de 1830. El 14 fondeó en caleta Norte. El 15 envió a oficiales a trabajar en las islas cercanas al cabo Kempe y en la costa de la bahía Hope. El 18 tuvo contacto con nativos con los que intercambió bienes. El 19 por primera vez vio una canoa fueguina navegando a la vela. Ese mismo día subió a la cumbre del monte Skyring llevando un compás y comprobó que este era afectado por una fuerte atracción local debido a que había mucha pirita de hierro en la isla y después le informaron que lo mismo sucedía en las islas cercanas. El 20 subió nuevamente al monte Skyring y con un teodolito obtuvo excelentes demarcaciones al monte Sarmiento y otros puntos notables. El 21 cazaron y pescaron en abundancia: gansos, cormoranes, patos. El 22 examinó la bahía Furia y ordenó sacar la madera y tornillos que fueran aprovechables de los restos del naufragado schooner Saxe Cobourg. El 25 de enero zarpó a bahía Furia y luego continuó hacia las islas Furias del Weste rodeando la isla Noir. Fitz Roy lamentó no tener un geólogo a bordo que hubiese obtenido más conocimiento de los minerales de estas islas y resolvió que "si alguna vez tuviese que volver a estos lugares trataría de tener con él una persona calificada para examinar la tierra mientras él y sus oficiales se dedicarían a la hidrografía." 
Desde fines de diciembre de 1914 hasta el 14 de febrero de 1915 el crucero alemán SMS Dresden (1908) estuvo en este sector, escondido de las naves inglesas que lo perseguían, en espera de ser aprovisionado de carbón y víveres para continuar hacia el océano Pacífico.

## Características geográficas
Reina casi permanentemente el mal tiempo, lluvia copiosa, cielo nublado. Clima marítimo con temperatura pareja durante todo el año. El viento predominante es del oeste.
Hay bayas silvestres y un tipo de alga marina. Abundan los gansos y patos silvestres. En su costa se obtienen choros, lapas y erizos. Llegan a la caleta lobos de mar, nutrias, delfines y ballenas.